# 密涅瓦岩
密涅瓦岩（英語：Minerva Rocks），是南極洲的岩石，位於奇奧尼斯島對開海域，處於特里尼蒂島附近，屬於帕默群島的一部分，以捕鯨船命名，現時由南極條約體系管理。